# Зигфрид I (Люксембург)
Зигфрид I (на немски: Siegfried I; * 918/929, † 28 октомври 998) е основател на Люксембург от фамилията Вигерихиди от фамилията на херцозите на Лотарингия. Той не носи титлата граф на Люксембург, понеже тази титла е доказана за пръв път през 1083 г.

## Живот
Зигфрид е син на граф Вигерих (пфалцграф на Лотарингия) (или вероятно е син на херцог Гизелберт) и доказано на Кунигунда, внучка на крал Лудвиг „Заекващия“, дъщеря на Ерментруда и вероятно на граф Регинар I.
През 963 – 998 г. e граф на Люксембург, през 982 г. граф в Мозелгау.
Около 964 г. той наследява своя брат Гизелберт, граф в Ардените. През 984 г. той се бие на страната Ото III по време на конфликтите за наследника на император Ото II в Лотарингия и попада в плен на крал западнофранкския крал Лотар. След неговата смърт 986 г. Зигфрид успява да избяга. На 26 октомври 997 г. Зигфрид е споменат жив за последен път. Той е погребан в манастир Св. Максимин в Трир.
Зигфрид е наследен през 998 г. от неговия син Хайнрих I.

## Семейство и деца
Зигфрид се жени през 950/963 г. за Хадвига (* 935/945, † 13 декември сл. 993), вероятно от Саксония. Те имат 11 деца:
- Хайнрих I († 1026), граф в Ардените, 1004 – 1009 и 1017 – 1024 херцог на Бавария
- Зигфрид, 985 доказан, вероятно основател на рода на графовете от Нортхайм
- Гизелберт (X 1004), граф в Мозелгау
- Фридрих († 1019), граф в Мозелгау и в Хесенгау
- Дитрих († 1047), епископ на Мец
- Адалберо († сл. 1037) елект на Трир
- Лиутгард († сл. 1005); ∞ 980 граф Арнулф от Холандия (X 993) (Герулфинги)
- Света Кунигунда († 1033); ∞ 1001 Хайнрих II Светия († 1024), от 1014 император на Свещената Римска империя (Лиудолфинги)
- Ева († сл. 1029); ∞ Герхард граф на Метц († 1021/23) (Матфриди)
- Ерментруда, абатеса
- дъщеря; ∞ граф Титмар